# La Malédiction des trente deniers
La Malédiction des trente deniers est la quatorzième aventure, en deux tomes, de la série de bande dessinée Blake et Mortimer, scénarisée par Jean Van Hamme et dessinée par René Sterne et Chantal De Spiegeleer pour le premier tome et Antoine Aubin pour le second, d'après les personnages créés par Edgar P. Jacobs. Elle est composée des dix-neuvième et vingtième albums de la série.
Jean Van Hamme et René Sterne forment une nouvelle équipe après le renoncement de Ted Benoit et travaillent à la réalisation d'un diptyque. Mais René Sterne décède soudainement le 15 novembre 2006 en laissant l'album inachevé. C'est sa compagne Chantal De Spiegeleer qui finit de dessiner le premier tome publié en album le 20 novembre 2009 aux Éditions Blake et Mortimer. Antoine Aubin réalise le second tome qui fait l'objet d'une prépublication en feuilleton dans Le Monde et Le Monde magazine du 2 août au 17 septembre 2010 avant d'être publié en album le 26 novembre 2010 aux Éditions Blake et Mortimer. L'histoire a été traduite dans une demi-douzaine de langues.
Les auteurs créent cette fois une histoire purement fantastique s'appuyant sur la mythologie chrétienne et plus particulièrement sur les trente pièces d'argent de Judas Iscariote. Ils utilisent également quelques faits historiques et certains éléments de la mythologie grecque.
Après la découverte de manuscrits anciens, le conservateur du musée archéologique d'Athènes invite le professeur Philip Mortimer à l'épauler dans une affaire extraordinaire. Mortimer se met alors à la recherche de la tombe de Judas Iscariote et de ses trente pièces d'argent, mais il doit faire face à de puissants ennemis. De son côté, le capitaine Francis Blake se rend aux États-Unis pour aider le FBI à traquer le colonel Olrik qui vient de s'évader de son pénitencier.

## Résumé

### Tome 1:Le Manuscrit de Nicodemus
À la suite d'un séisme dans le sud du Péloponnèse, un jeune berger découvre les vestiges d'une chapelle chrétienne du Ve siècle. Il y trouve des manuscrits anciens et un reliquaire en plomb. Deux semaines plus tard, aux États-Unis, un commando en hélicoptère fait évader le colonel Olrik de sa prison de Jacksonville. Le soir-même, à Londres, le capitaine Francis Blake, chef du MI5, est mis au courant de cette spectaculaire évasion et se rend aux États-Unis pour aider le FBI à traquer le criminel. Alors que le professeur Philip Mortimer se retrouve seul pour ses vacances, il reçoit une lettre du docteur Géorgios Markopoulos, conservateur du musée archéologique d'Athènes, l'invitant à l'épauler dans une affaire extraordinaire.
Quelques jours plus tard, Olrik se réveille à bord de l'Arax où il retrouve son ancien homme de main, Jack. Le propriétaire du yacht, le riche homme d'affaires Belos Beloukian, veut l'engager pour une affaire qui l'opposera au Pr Mortimer. Au même moment, Mortimer atterrit à Athènes où il est accueilli par Eleni Philippidès, la nièce et assistante du Dr Markopoulos. Alors qu'ils roulent vers le musée, un malfrat crève un pneu de la voiture d'Eleni pour les retarder. Mais l'arrivée impromptue de Jim Radcliff, correspondant du Philadelphia Chronicle et fiancé d'Eleni, leur permet de reprendre la route. Au musée, ils découvrent le Dr Markopoulos inconscient dans son bureau et un individu masqué prenant la fuite avec un coffret en métal. Mortimer se lance à la poursuite de la Lincoln des deux voleurs jusqu'à ce qu'un orage éclate soudainement et cause un accident à la voiture. Le professeur récupère le coffret ainsi qu'un statère d'argent du règne de l'empereur Tibère, mettant immédiatement fin à l'orage, puis il retourne au musée. Pendant ce temps, au siège du FBI à Washington, Blake est en réunion avec John Calloway, chef du service des opérations spéciales, et son adjointe, Jessie Wingo. Ils ont retracé la provenance des hélicoptères de l'évasion d'Olrik jusqu'à un certain Belos Beloukian, riche homme d'affaires arménien et soi-disant ancien prisonnier de guerre. Cependant, ils le soupçonnent d'être le colonel comte Rainer von Stahl des SS-Totenkopfverbände dont la fortune serait le trésor de guerre nazi.
À Athènes, le Dr Markopoulos explique à Mortimer la raison de sa venue : il est tombé en possession de manuscrits indiquant qu'au Ier siècle de notre ère, le chef d'une congrégation chrétienne en Grèce, nommé Nicodemus, aurait rencontré Judas Iscariote, qui aurait donc manqué son suicide mentionné dans la Bible. À la mort du traitre de Jésus, il aurait envoyé un de ses fidèles l'enterrer avec ses trente deniers d'argent dans un lieu ignoré de tous. Toutefois, l'un des deniers frappés de la malédiction de Dieu aurait été conservé dans un reliquaire en plomb, traversant les siècles jusqu'à sa découverte dans la chapelle. À ce moment, les deux hommes sont pris pour cible par un tireur mais ils s'en sortent indemnes. L'inspecteur Kamantis leur indique qu'il s'agit de Kostas, le survivant de l'accident de la Lincoln qui veut venger la mort de son frère. À bord de l'Arax, Beloukian avoue à Olrik vouloir récupérer les deniers de Judas pour en posséder le pouvoir destructeur et devenir ainsi le maître du mal sur Terre.
Au musée, Eleni dit à Mortimer qu'il manque un manuscrit indiquant le lieu de la congrégation de Nicodemus. Le professeur décide alors de retourner fouiller la chapelle avec elle. En pleine nuit, Kostas déclenche l'alarme incendie de l'hôtel de Mortimer et, déguisé en policier, l'isole dans un escalier de service afin de le tuer, mais Mortimer parvient à s'échapper de justesse. L'inspecteur Kamantis lui conseille alors fortement de quitter la ville par mesure de sécurité, et au petit matin, Mortimer, Jim et Eleni prennent un train pour le sud du Péloponnèse. Durant le trajet, Eleni et Mortimer discutent des théories sur l'origine du nom de Judas l'Iscariote. Pendant ce temps, sur une petite île de Méditerranée, Olrik entre dans une salle décorée d'une grande croix gammée nazie où Beloukian préside une assemblée jurant de redevenir les maîtres du monde. Beloukian lui avoue ensuite être le colonel comte Rainer von Stahl et l'engage comme chef de son service de renseignements et de sécurité, tout comme il l'était auprès de Basam Damdu. Comme gage de sa résolution, Olrik exécute Kostas sur ordre de Rainer von Stahl.
Après avoir fouillé en vain la chapelle, Mortimer et Eleni se rendent chez le jeune berger, mais Olrik et Jack sont déjà sur place et s'échappent avec le manuscrit. Mortimer se lance à leur poursuite grâce à deux compatriotes jusqu'à ce qu'ils soient bloqués dans le village par un troupeau de moutons. Mortimer rattrape Olrik et lui reprend le manuscrit, mais Jack arrive et s'apprête à le tuer lorsque Jim intervient et le met en fuite. Mortimer prévient Blake de la présence d'Olrik en Grèce puis retrouve Eleni qui lui indique leur prochaine destination : l'île de Syrenios. Pour s'y rendre, Jim leur propose d'utiliser le yacht du propriétaire de son journal, Belos Beloukian, qui s'avère connaître tout de leurs aventures. Mais à bord, Mortimer tombe sur Olrik et est fait prisonnier, tout comme Eleni, Jim et le Dr Markopoulos. Pendant la nuit, le professeur réussit à s'échapper du navire avec une embarcation de sauvetage, mais il s'agit d'un piège d'Olrik qui en a retiré les rames et les vivres.

### Tome 2:La Porte d'Orphée
Mortimer dérive depuis plusieurs jours en mer lorsqu'il est sauvé par un hydravion PBY Catalina de la RAF avec à son bord Blake, John Calloway, Jessie Wingo et un commando du MI6. Ils retrouvent le yacht de Beloukian en mouillage au large de l'île de Syrenios en mer de Crète. Le soir venu, ils l'arraisonnent, mais c'est un piège et Rainer von Stahl, qui les observent depuis la côte, ordonne le lancement d'une torpille qui détruit son navire. Profitant de ce moment d'inattention, Jim aide Eleni à s'échapper. De leur côté, Jessie et Mortimer récupèrent les membres du commando sur le lieu du drame. Alors qu'ils recherchent Blake à bord d'un canot, l'hydravion décolle et les abandonne car il est pris pour cible par une autre torpille. Après avoir retrouvé Blake, Jessie et Mortimer voient Rainer von Stahl et ses hommes embarquer à bord d'un sous-marin U-Boot qui vient d'émerger. Les trois amis longent la côte pour rejoindre le village de Syrenios. Au vu des moyens dont dispose Rainer von Stahl, il est clair pour Blake et Jessie qu'il est soutenu par une organisation telle que l'Odessa regroupant les anciens membres SS.
À Syrenios, Blake, Mortimer et Jessie trouvent un logement chez la patronne du café du village. Ils ont alors l'heureuse surprise de voir Eleni arriver à dos d'âne après s'être échappée. Le lendemain, les quatre amis se rendent dans l'unique grotte de l'île à la recherche d'indices de la congrégation chrétienne. Ils ne trouvent qu'une sorte de fresque décorative dont Mortimer retrouve une copie dans la salle du café de leur logeuse. Pendant la nuit, le professeur finit par comprendre qu'un message est caché dans la fresque et le déchiffre. Le message les dirige vers la porte d'Orphée, traditionnellement placé dans la caverne d'Achéruse en Épire, à l'autre bout du pays. Un contrebandier turc accepte de les y emmener sur son vieux rafiot mais une fois en mer, ils ont la désagréable surprise d'y retrouver Olrik. Une lutte s'engage au cours de laquelle le contrebandier est tué, Olrik tombe à l'eau et le bateau prend feu. Blake, Mortimer, Jessie et Eleni construisent un radeau et recueillent Olrik. Le lendemain, ils sont sauvés par le yacht du même couple de compatriotes britanniques qu'avait déjà croisé Mortimer. Ils retournent à Athènes mais à leur arrivée, Olrik s'est échappé du bateau.
À l'ambassade de Grande-Bretagne, Blake et Mortimer assistent à une réunion entre les services de renseignement britannique, américain et grec. Il est décidé de continuer la recherche de la tombe de Judas en espérant pouvoir échanger sa localisation contre la vie des otages, Jim et le Dr Markopoulos. Blake et Mortimer se rendent dans la caverne d'Achéruse, en Épire, avec un agent du contre-espionnage grec. Au fond de la grotte, ils trouvent enfin la tombe de Judas ainsi que son corps intact. À ce moment, Rainer von Stahl et Olrik apparaissent avec Eleni qui les a trahis pour sauver son fiancé et son oncle. Mortimer remet à contrecœur la bourse des trente deniers à Rainer von Stahl. Mais au moment où ce dernier se réjouit, le cadavre de Judas se dresse et le maudit. Un rai de lumière enveloppe Judas qui remercie le Seigneur avant de tomber en poussière tandis qu'un éclair frappe Rainer von Stahl qui prend feu. Au même moment, un tremblement de terre éclate et Mortimer, Blake et Eleni s'enfuient tandis qu'Olrik tombe dans une crevasse. Les autres survivants sont arrêtés par les hommes du MI6. Avec les renseignements de ces derniers, les hommes du MI6 prennent d'assaut la forteresse des nazis et libèrent Jim et le Dr Markopoulos tandis que le colonel Georgiopoulos, directeur du contre-espionnage grec, se suicide en promettant que leur temps viendra.

## Lieux et personnages

### Personnages
La Malédiction des trente deniers met en scène les trois personnages principaux de la série : les deux héros, le capitaine Francis Blake et le professeur Philip Mortimer, et le principal antagoniste, le colonel Olrik. L'aventure fait intervenir plusieurs personnages récurrents de la série : Jack, l'ancien homme de main d'Olrik, et John Calloway et Jessie Wingo du service des opérations spéciales du FBI. Elle fait également apparaître d'autres personnages récurrents dans de moindres rôles : James, le majordome du Centaur Club, David Honeychurch, l'adjoint de Blake au MI5, Mrs Benson, la logeuse de Blake et Mortimer, le commander William Steele, chef du MI6, et le colonel Dorian Cartwright, directeur de l'Intelligence Service.
- Petros : jeune berger
- Colonel Olrik : méchant au service de Beloukian
- Capitaine Francis Blake : chef du MI5
- Professeur Philip Mortimer : physicien
- James : majordome du Centaur Club
- David Honeychurch : adjoint de Blake au MI5
- Mrs Benson : logeuse de Blake et Mortimer
- Jack : employé de Beloukian, ancien homme de main d'Olrik
- Belos Beloukian / Colonel comte Rainer von Stahl : homme d'affaires sulfureux, ancien SS-Totenkopfverbände
- Eleni Philippidès : nièce et assistante du Dr Markopoulos
- Jim Radcliff : correspondant du Philadelphia Chronicle, fiancé d'Eleni
- Docteur Géorgios Markopoulos : conservateur en chef du musée archéologique d'Athènes
- Kostas : malfrat grec, employé de Beloukian
- Inspecteur Kamantis de la police judiciaire métropolitaine d'Athènes
- John Calloway : chef du service des opérations spéciales du FBI
- Jessie Wingo : adjointe de Calloway au FBI
- Chef du commando de la section double zéro du MI6
- Mrs Daskalidès : patronne du café à Syrenios
- Contrebandier mi-turc
- Arnold et Mildred Robinson : touristes britanniques en Grèce
- Commander William Steele : chef du MI6
- Colonel Georgiopoulos : directeur du contre-espionnage grec
- Constantin : agent du contre-espionnage grec
- Colonel Dorian Cartwright : directeur de l'Intelligence Service

### Lieux

Musée national archéologique d'Athènes.

L'aventure se déroule principalement en Grèce avec quelques scènes aux États-Unis et à Londres au Royaume-Uni. De plus, l'histoire passe rapidement par le canal de Corinthe et les villes d'Argos, Nafplio et Kalamata.
- Grèce, dans le Péloponnèse
  - Magne
  - Athènes
    - Aéroport international d'Hellinikon
    - Musée archéologique d'Athènes
    - Hôtel Grande-Bretagne
    - Ambassade de Grande Bretagne

  - Ghition, dans le golfe de Laconie
  - Syrenios, port sur une île dans la mer de Crète
  - Caverne d'Achéruse en Épire
- États-Unis
  - Pénitencier de Jacksonville en Pennsylvanie
  - Siège du FBI à Washington
- Londres (Royaume-Uni)
  - Centaur Club dans Piccadilly
  - Domicile de Blake et Mortimer au 99bis Park Lane
  - Siège de l'Intelligence Service

### Véhicules
- hélicoptère Sikorsky H-19
- hélicoptère Bell 47
- Douglas DC-6 de la compagnie TAF
- Citroën 2CV A d'Eleni Philippides
- Lincoln Cosmopolitan 1949 de Kostas
- Royal Enfield Bullet 500 de Jim Radcliff
- Dodge Coronet 1953
- Citroën Traction de la police grecque
- Chevrolet Bel Air 1957 d'Olrik
- Austin 7 d'Arnold et Mildred Robinson
- hydravion Consolidated PBY Catalina de la RAF
- Sous-marin Unterseeboot type VII

## Historique
Après la sortie de L'Étrange Rendez-vous en 2001, il est annoncé qu'un nouvel album de Jean Van Hamme et Ted Benoit doit sortir après le diptyque Les Sarcophages du 6e continent d'Yves Sente et André Juillard. Mais Ted Benoit renonce à dessiner le diptyque à cause du temps que cela lui prendrait — il met près de cinq ans par album. En 2003, les éditeurs confient donc la tâche au belge René Sterne qui avait déjà participé en 1998 au casting du dessinateur de la seconde équipe remporté par André Juillard,,.
Jean Van Hamme décide cette fois d'explorer le thème du fantastique après avoir utilisé l'espionnage dans L'Affaire Francis Blake et la science-fiction dans L'Étrange Rendez-vous. À l'instar d'Edgar P. Jacobs et de Ted Benoit, René Sterne est méticuleux et dessine lentement ce qui lui fait prendre du retard.
Le 15 novembre 2006, René Sterne décède en laissant l'album inachevé. Il n'a réalisé que 29 planches entièrement et un premier jet de découpage du premier tome,. Pour Jean Van Hamme, « il faut trouver un dessinateur qui ait non seulement le talent de se mettre dans la plume de Jacobs, mais qui ait aussi l'humilité nécessaire pour prendre la suite de quelqu'un qui était lui-même repreneur. Et qui soit disponible ». Après quelques mois de réflexion, sa compagne Chantal De Spiegeleer, également dessinatrice, accepte de terminer l'album. Elle reçoit l'aide d'Étienne Schréder sur les décors pour gagner du temps. Le deuxième tome est, quant à lui, confié à Antoine Aubin,.
En raison du retard pris par cette équipe, l'équipe Sente-Juillard est chargée de réaliser en urgence l'album Le Sanctuaire du Gondwana pour 2008, afin de combler l'attente entre deux albums.

## Analyse

### Contexte historique et mythologique
L'aventure s'articule autour de la mythologie chrétienne avec la recherche des trente pièces d'argent données à Judas Iscariote par les Romains pour leur avoir livré Jésus. Elle cite également plusieurs éléments de la mythologie grecque : le héros Orphée, la caverne Acherusia, la guerre de Troie avec Achille et Pâris, et le passeur Charon sur la rivière Styx séparant le monde terrestre des Enfers, dont les Champs Élysées, où règnent Hadès et son épouse Perséphone.
Les auteurs utilisent aussi quelques faits historiques de l'Antiquité : le grand incendie de Rome en 64 et la persécution des chrétiens sous le règne de l'empereur Néron, et un statère datant du règne de l'empereur Tibère ; et du XXe siècle : la dictature des colonels en Grèce de 1967 à 1974. Ils parlent aussi du nazisme, de l'unité SS-Totenkopfverbände, du trésor de guerre nazi et de l'organisation fictive d'anciens SS, Odessa.

## Publications

### En français
La deuxième partie de La Malédiction des trente deniers est pré-publié dans le quotidien français Le Monde du 2 au 19 août 2010 puis dans l'hebdomadaire français Le Monde magazine du 20 août au 17 septembre 2010.
Les Éditions Blake et Mortimer publient le premier tome le 20 novembre 2009 puis le second le 26 novembre 2010,. En décembre 2011, les mêmes éditions éditent une intégrale en noir et blanc réunissant les deux tomes en un seul album accompagnée d'un cahier de 40 pages de suppléments dans un tirage limité à 766 exemplaires.
En novembre 2010, les Éditions Blake et Mortimer éditent en partenariat avec la Monnaie de Paris un coffret en 1 500 exemplaires contenant les deux tomes, un ex-libris numéroté, une médaille originale en cuivre numérotée et la réplique d'un denier romain,.

### Traductions
L'aventure a été traduite dans plusieurs langues.
- Allemand : Der Fluch der dreißig Silberlinge, publié aux éditions Carlsen Comics[11] ;
- Anglais : The Curse of the 30 Pieces of Silver, publié aux éditions Cinebook[12] ;
- Espagnol : La Maldición de los Treinta Denarios, publié aux éditions Norma Editorial[13] ;
- Italien : La Maledizione dei Trenta Denari, publié aux éditions Alessandro Editore[14] ;
- Néerlandais : De Vloek van de Dertig Zilverlingen, publié aux éditions Blake et Mortimer[15] ;
- Portugais : A Maldição dos Trinta Denários.

## Accueil et postérité
Sur SensCritique, les deux tomes sont notés 6,3/10 et 6,1/10 sur une base d'environ 514 et 466 votes d'internautes,. Sur Babelio, ils obtiennent une note moyenne de 3,7/5 et 3,5/5 basée sur une centaine de notes,.